# Pen Dinas
Pen Dinas è una collina di 170  m s.l.m.  ad Aberystwyth (Galles). L'altura fu usata come forte militare sia dall'Età del Ferro, dove coloni costruirono una grande fortezza-vedetta. Tuttavia, le difese in legno si dimostrarono troppo vulnerabili di fronte alle nuove tecniche militari. Per questa ragione una nuova fortezza fu costruita nel 1277: il castello di Aberystwyth.